# Улица Зайцева (Санкт-Петербург)

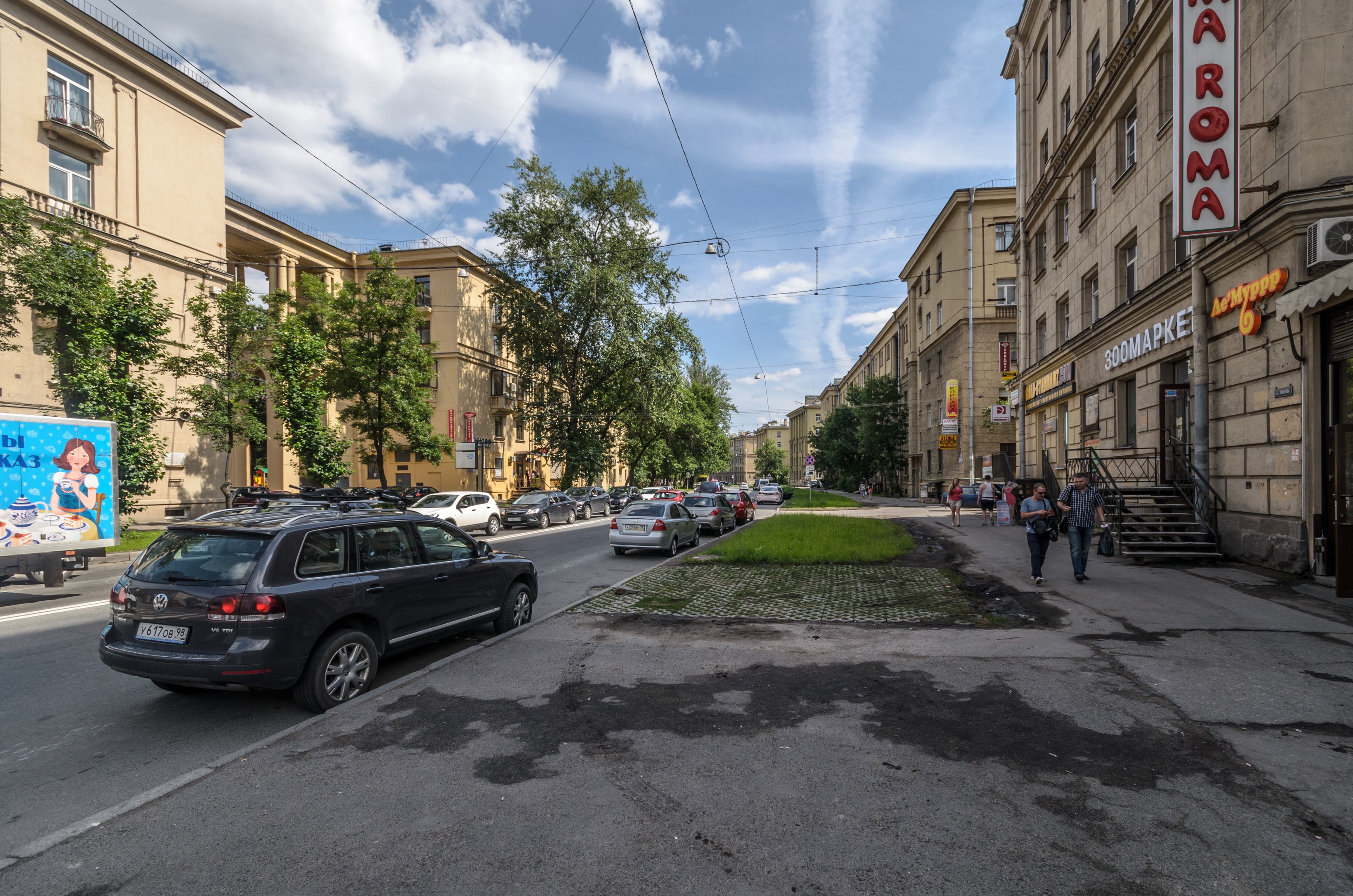
Улица Зайцева у пересечения с проспектом Стачек

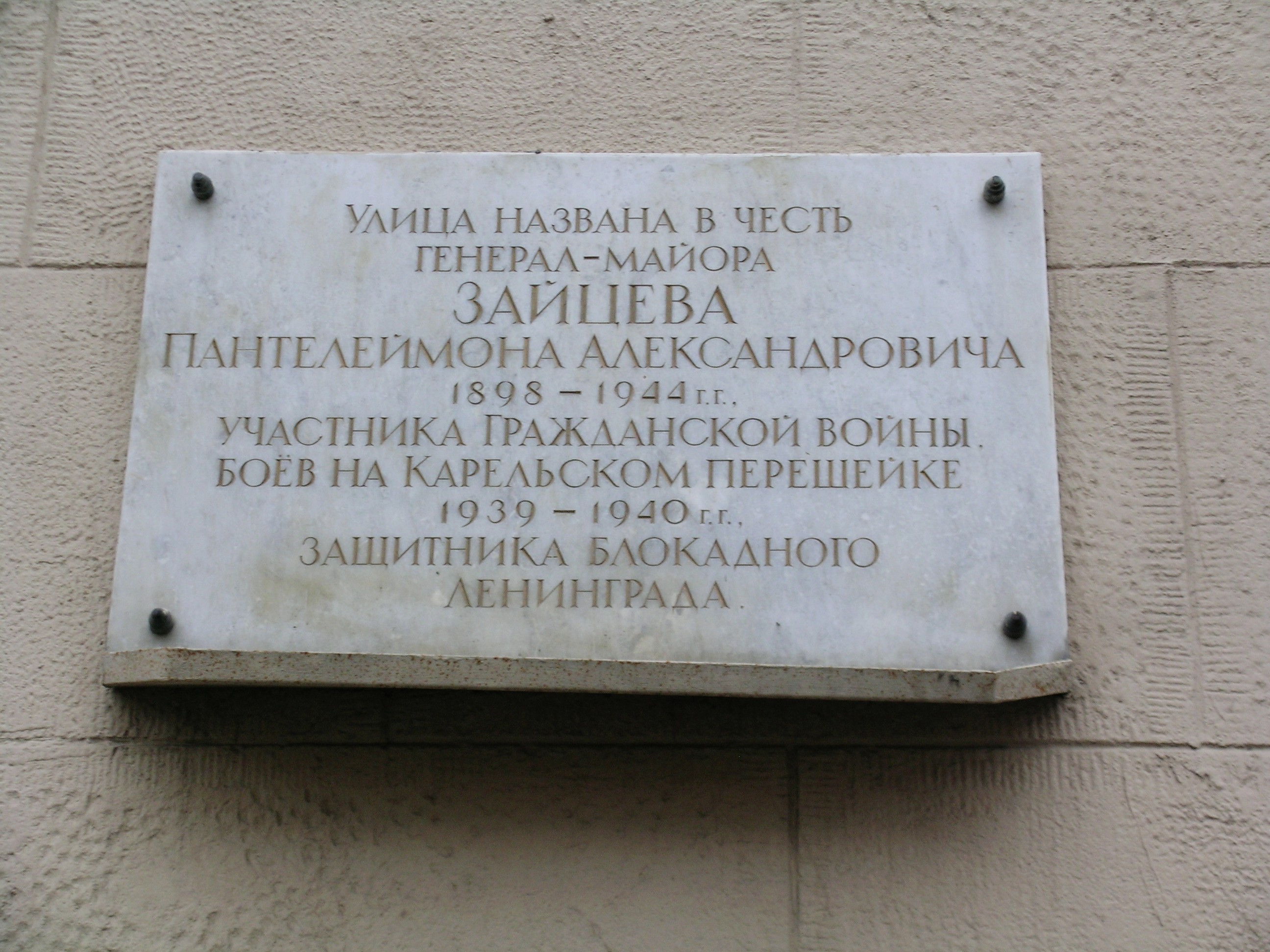
Улица Зайцева, д. 2. Мемориальная доска. «Улица названа в честь генерал-майора Зайцева Пантелеймона Александровича 1898—1944 гг., участника Гражданской войны, боёв на Карельском перешейке 1939—1942 гг., Защитника блокадного Ленинграда»

Улица За́йцева — улица в Кировском районе Санкт-Петербурга. Расположена в историческом районе Автово, проходит параллельно улице Зенитчиков. Имеет продолжение — дорогу на Турухтанные острова.
Протяжённость — 1540 метров.
Названа в честь участника Великой Отечественной войны генерал-майора Пантелеймона Александровича Зайцева.

## История
С момента своего основания улица претерпела ряд переименований и изменений. Непосредственно улица Зайцева была заложена 27 февраля 1949 года между проспектом Стачек и Краснопутиловской улицей, просуществовав в таком виде до 14 августа 1958 года. На участке между улицами Новостроек и Васи Алексеева в 1904 году была основана Суворовская улица, впоследствии (в 1939 году) включённая в состав «2-й параллельной улицы», которая в свою очередь была основана в 1941 году и объединена с улицей Зайцева (под названием последней) 14 августа 1958 года.

Улица Зайцева первоначально была короче, чем теперь. Она шла от проспекта Стачек до улицы Якубениса (Краснопутиловской). 14 августа 1958 года она была продлена на север до улицы Возрождения (как с самого начала предполагали провести 2-ю Параллельную), включив в себя небольшую Суворовскую улицу, именовавшуюся так с 1904 года в честь полководца А. В. Суворова. Первоначально эта улица проходила между современными улицами Новостроек и Васи Алексеева, а в 1940 году её продлили до улицы Якубениса.— Петербург в названиях улиц. Происхождение названий улиц и проспектов, рек и каналов, мостов и островов

## Здания и сооружения
Нечётная сторона:
- д. 3 — «А» центр технического обслуживания контрольно-кассовой техники
- д. 3А — Клиника ветеринарной медицины, травматологии и интенсивной терапии
- д. 17 — Магазин автозапчастей
- д. 27 — мини-отель
- д. 35 — ГДОУ Детский сад № 409 Кировского района
- д. 41 — бизнес-центр

Чётная сторона:
- д. 4/2 — РСУ-103, СМУ-617
- д. 8/1 — велоцентр
- д. 14 — ГОУСОШ Школа № 386 Кировского района
- д. 26 — РСУ «Ленгазтеплострой»
- д. 28 — Санкт-Петербургский медицинский колледж № 1[2]

## Транспорт
- Метро: «Кировский завод» (620 м), «Автово» (770 м)
- Автобусы: 73
- Троллейбусы: 41, 48
- Грузовые ж/д станции: Нарвская (840 м), Автово (640 м)

## Пересекает следующие улицы и проспекты
С севера на юг:
- улица Возрождения
- улица Васи Алексеева
- улица Новостроек
- Краснопутиловская улица
- улица Маринеско
- проспект Стачек